# Кизак (Крым)
Кизак (укр. Кізак) — исчезнувшее село в Симферопольском районе Крыма, располагавшееся на северо-востоке района, у границы с Белогорским районом. Находилось в низовье реки Бештерек, в степной части Крыма, примерно в 2,5 км на запад от современного села Новожиловка.

## История
Первое документальное упоминание села встречается в Камеральном Описании Крыма… 1784 года, судя по которому, в последний период Крымского ханства Кызак входил в Ашага Ичкийский кадылык Акмечетского каймаканства. После присоединения Крыма к России (8) 19 апреля 1783 года, (8) 19 февраля 1784 года, именным указом Екатерины II сенату, на территории бывшего Крымского Ханства была образована Таврическая область и деревня была приписана к Симферопольскому уезду. После Павловских реформ, с 1796 по 1802 год, входила в Акмечетский уезд Новороссийской губернии. По новому административному делению, после создания 8 (20) октября 1802 года Таврической губернии, Кызак был включён в состав Кадыкойской волости Симферопольского уезда.
В Ведомости о всех селениях в Симферопольском уезде состоящих с показанием в которой волости сколько числом дворов и душ… от 9 октября 1805 года числится Кызак с 47 жителями — крымскими татарами. На военно-топографической карте генерал-майора Мухина 1817 года Кызак обозначен с 13 дворами. После реформы волостного деления 1829 года Кызак отнесли к Сарабузской волости. На карте 1836 года в деревне 7 дворов, а на карте 1842 года Кызак обозначен условным знаком «малая деревня», то есть, менее 5 дворов.
В результате земской реформы Александра II 1860-х годов административно-территориальное деление было изменено и, деревня была отнесена к Зуйской волости. В «Списке населённых мест Таврической губернии по сведениям 1864 года», составленном по результатам VIII ревизии 1864 года, Кизак — общинная татарская деревня с 1 двором, 6 жителями и мечетью при речкѣ Бештерекѣ. На трехверстовой карте 1865 года Кызак не обозначен. Деревня не записана ни в одном учётном документе, вплоть до Статистического справочника Таврической губернии 1915 года.
Хутор Кизак ещё обозначен на карте Крымского Статистического Управления 1922 года и, как малое селение Кисяк, на двухкилометровке РККА 1942 года, но ни в каких других документах, как и после 1942 года, не встречается.